# Устя
Устя (на руски: Устья) е река в южната част на Архангелска област на Русия, десен приток на Вага (ляв приток на Северна Двина). Дължина 477 km. Площ на водосборния басейн 17 500 km².

## Извор, течение, устие
Река Устя води началото си от междуречието Северна Двина – Сухона, на 210 m н.в., в близост до границата с Вологодска област, на 4 km северно от станция Ерга на жп линията Коноша – Котлас. Устя е типична равнинна река с бавно течение и множество меандри, като тече на зигзаг и прави 5 големи завоя. От извора до село Новошино тече на северозапад, след това до село Синники – на запад, а до устието на левия си приток Вонжуга – на юг. По-нататък, до устието на десния си приток Верюга тече в северозападна посока, където отново рязко сменя посоката на юг-югозапад и следва това направление до селището от градски тип Октябърски. При него последно завива на север-северозапад и запазва това направление до устието си. Влива се отдясно в река Вага (ляв приток на Северна Двина), при нейния 259 km, на 44 m н.в., при село Власовская.

## Водосборен басейн, притоци
Водосборният басейн на река Устя обхваща площ от 17 500 km², което представлява 39,06% от водосборния басейн на река Вага. На север и североизток водосборният басейн на реката граничи с водосборните басейни на малки леви притоци на Северна Двина, на юг – с водосборния басейн на река Сухона (лява съставяща на Северна Двина), а на югозапад и северозапад – с водосборните басейни на река Кулой и други по-малки притоци на Вага.
Основни притоци: леви – Вонжуга (62 km), Кизема (81 km), Мехренга (53 km), Соденга (53 km), Кокшенга (251 km); десни – Болшой Утюкс (62 km), Падома (68 km), Верюга (74 km), Волюга (70 km), Солица (60 km).

## Хидроложки показатели
Река Устя има смесено подхранване с преобладаване на снежното. Среден годишен отток на 107 km от устието 92,4 m³/s, с ясно изразено пълноводие от края на април до средата на юни. Замръзва през 2-рата половина на октомври или ноември, а се размразява през 2-рата половина на април или 1-вата половина на май.

## Стопанско значение, селища
По време на пълноводие е плавателна в долното си течение за плиткогазещи съдове. По течението ѝ са разположени множество, предимно малки населени места, в т.ч. районният център селището от градски тип Октябърски.
- Река Устя на 15 km от извора си
- Река Устя в горното течение